# Кавајоне (Милано)
Кавајоне је насеље у Италији у округу Милано, региону Ломбардија.
Према процени из 2011. у насељу је живело 839 становника. Насеље се налази на надморској висини од 104 м.